# ستيفن جي. مارتن
ستيفن جي. مارتن (بالإنجليزية: Stephen J. Martin)‏ (3 مارس 1971، دبلن في جمهورية أيرلندا)؛ روائي أيرلندي.